# Жайсанбай
Жайсанбай (каз. Жайсаңбай) — село в Иргизском районе Актюбинской области Казахстана. Административный центр Жайсанбайского сельского округа. Находится примерно в 112 км к юго-востоку от села Иргиз, административного центра района. Код КАТО — 156837100.

## Население
В 1999 году население села составляло 501 человека (261 мужчина и 240 женщин). По данным переписи 2009 года, в селе проживало 535 человек (248 мужчин и 287 женщин).